# Devendra Banhart

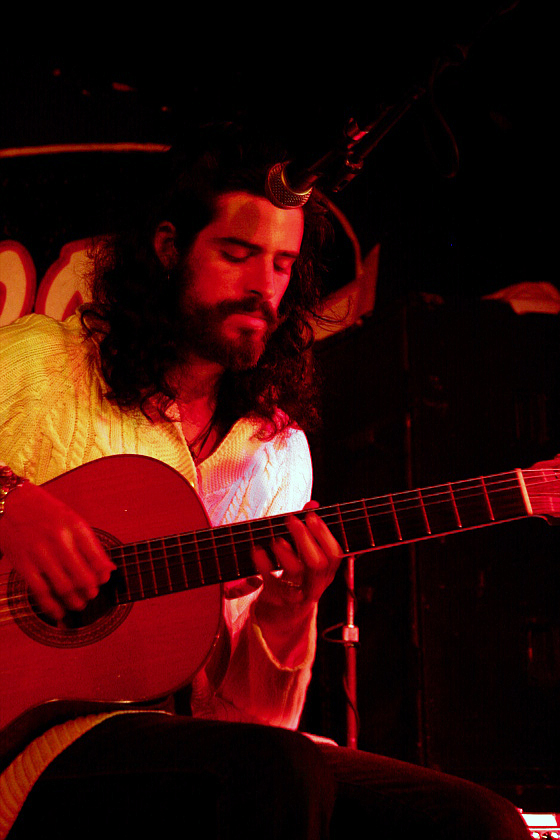
Devendra Banhart 2005

Devendra Banhart (Houston, 30 mei 1981) is een Amerikaanse singer-songwriter. Devendra is opgegroeid in Caracas, Venezuela. Hij kwam terug naar Amerika toen hij 13 jaar was.
Hij speelt ook in de band Vetiver. Sinds kort heeft hij samen met zanger Greg Rogove een nieuwe band genaamd Megapuss.
Hij is een van de meest populaire artiesten van de New Weird America beweging. Zijn liedjes bestaan meestal uit eenvoudige gitaarmelodieën met enigszins surrealistische teksten. Tegenwoordig woont Banhart in het noorden van Californië.
Hij heeft een relatie gehad met actrice Natalie Portman, die hij leerde kennen tijdens het maken van zijn videoclip Carmensita.

## Carrière
Devendra werd "ontdekt" door Michael Gira van Swans. Gira bracht de cd Oh Me Oh My... van Banhart uit.
Devendra creëerde, samen met Andy Cabic and Revolver USA, Gnomonsong record label.
Het liedje There's Always Something Happening verscheen op de cd Finca Big Change. De cd is te downloaden op Itunes en de opbrengsten gaan naar het goede doel Finca. De cd is samengesteld door Natalie Portman.
In november 2018 cureert Devendra Banhart een deel van het programma voor het Utrechtse Le Guess Who? festival.

## Discografie
- The Charles C. Leary (2002)
- Oh Me Oh My... The Way The Day Goes By The Sun Is Setting Dogs Are Dreaming Lovesongs Of The Christmas Spirit (2002)
- Rejoicing in the Hands (2004)
- Niño Rojo (2004)
- Cripple Crow (2005)
- Smokey Rolls Down Thunder Canyon (2007)
- What Will We Be (2009)
- Mala (2013)
- Ape in Pink Marble (2016)
- Ma (2019)